# 陈先锋
陈先锋（1940年—），山东利津人，中国人民解放海军中将。
1998年，接替傅鸿基，担任北海舰队政治委員。2000年，授中国人民解放军中将军衔。後於2003年卸任北海舰队政治委員一職。